# Laurent Clerc
Louis Laurent Marie Clerc (La Balme-les-Grottes, 26 de desembre de 1785 – Hartford, 18 de juliol de 1869) va ser un pedagog important en la història de l'educació dels sords als Estats Units.
Va néixer el 1785 a La Balme-les-Grottes, França. Quan tenia un any, els seus pares van descobrir que era sord. Van intentar molts mètodes per restaurar la seva oïda, però cap no va tenir èxit. Quan tenia dotze anys, va començar a estudiar a la Institution Nationale des Sourds-Muets a París. Després d'acabar els estudis, va treballar com a professor a la mateixa escola durant uns 20 anys.
L'any 1815 Clerc va conèixer Thomas Gallaudet, un estatunidenc que volia aprendre com ensenyar estudiants sords. El 1816, els dos van anar junts als Estats Units, i el 1817 van fundar l'American School for the Deaf, l'escola per a sords més antiga dels Estats Units, a Hartford, Connecticut. Clerc va passar 41 anys com a professor a l'escola a Hartford.
Va tenir molta influència en la comunitat sorda estatunidenca. Per exemple, la llengua de signes americana prové de la llengua materna de Clerc, la llengua de signes francesa. A més, va ser el convidat d'honor a la inauguració de la Universitat Gallaudet, la primera universitat per a persones sordes del món.
El 1819 es va casar amb Eliza Crocker Boardman, una de les primeres estudiants de l'escola a Hartford. Va morir a Hartford el 18 de juliol de 1869.